# ساختار محلی فضازمان
ساختار محلی فضازمان اشاره به ساختار فضازمان در سطح محلی دارد. یعنی تنها نقاطی در یک مجموعه باز از نقاط در نظر می گیریم. این مفهوم در بسیاری از زمینه های فیزیک کاربرد دارد که مهمترین آنها نظریه نسبیت عام اینشتین است.